# Штубенберг (Доња Баварска)
Штубенберг град је у њемачкој савезној држави Баварска. Једно је од 31 општинског средишта округа Ротал-Ин. Према процјени из 2010. у граду је живјело 1.453 становника. Посједује регионалну шифру (AGS) 9277147.

## Географски и демографски подаци
Штубенберг се налази у савезној држави Баварска у округу Ротал-Ин. Град се налази на надморској висини од 425 метара. Површина општине износи 18,2 km². У самом граду је, према процјени из 2010. године, живјело 1.453 становника. Просјечна густина становништва износи 80 становника/km².